# Lijst van rijksmonumenten in Schokland
De plaats Schokland telt 10 inschrijvingen in het rijksmonumentenregister. Hieronder een overzicht.
| Object                                                                | Oorspronkelijke functie? | Bouwjaar                            | Architect | Locatie                       | Coördinaten?                  | Nr.?   | Afbeelding                                     |
| --------------------------------------------------------------------- | ------------------------ | ----------------------------------- | --------- | ----------------------------- | ----------------------------- | ------ | ---------------------------------------------- |
| Enserkerk. Vroegere Hervormde Kerk op het voormalige eiland Schokland | Kerk en kerkonderdeel    | 1834                                |           | Middelbuurt 3 Schokland       | 52° 38' 2" NB, 5° 46' 41" OL  | 30727  | Meer afbeeldingen                              |
| Terp Zuidpunt met gerestaureerde kerkfundering                        | Archeologisch monument   | 12e-18e eeuw                        |           | Ruinepad Schokland            | 52° 37' 13" NB, 5° 46' 24" OL | 46030  | Terp Zuidpunt met gerestaureerde kerkfundering |
| Terp De Zuidert                                                       | Archeologisch monument   | 14e-19e eeuw                        |           | Ruinepad                      | 52° 37' 42" NB, 5° 46' 39" OL | 46031  | Meer afbeeldingen                              |
| Terp Middelbuurt                                                      | Archeologisch monument   | 14e-20e eeuw                        |           | Middelbuurt/Ruinepad          | 52° 38' 5" NB, 5° 46' 39" OL  | 46032  | Terp Middelbuurt                               |
| Terp Emmeloord                                                        | Archeologisch monument   | 14e-19e eeuw                        |           | Vluchthavenpad                | 52° 39' 22" NB, 5° 46' 49" OL | 46033  | Meer afbeeldingen                              |
| Terrein waarin sporen van bewoning (Het Zand, kavels P13 en P14)      | Archeologisch monument   | Neolithicum, Bronstijd en IJzertijd |           | Keileemweg/Oud Emmeloorderweg | 52° 38' 56" NB, 5° 46' 48" OL | 340995 | Upload foto                                    |
| Lichtwachterswoning De Lichtwachter                                   | Kust- en oevermarkering  | 1890-1900                           |           | Oud Emmeloorderweg 25         | 52° 39' 22" NB, 5° 46' 46" OL | 526154 | Meer afbeeldingen                              |
| Misthoornhuisje De Misthoorn                                          | Kust- en oevermarkering  | circa 1900                          |           | Oud Emmeloorderweg bij 25     | 52° 39' 25" NB, 5° 46' 46" OL | 526158 | Meer afbeeldingen                              |
| IJsloperschuur                                                        | Transport                | 1850-1860                           |           | Middelbuurt 3 Schokland       | 52° 38' 3" NB, 5° 46' 39" OL  | 526159 | IJsloperschuur                                 |
| Geconserveerde grondslagen van twee vroegere kerken                   | Kerk en kerkonderdeel    | 14e eeuw                            |           | Bij Palenweg 5 / Ruïnepad     | 52° 37' 31" NB, 5° 46' 4" OL  | 30728  | Meer afbeeldingen                              |